# Arquipélago de São Pedro e São Paulo
O Arquipélago de São Pedro e São Paulo é um conjunto de pequenos ilhéus rochosos pertencentes ao estado brasileiro de Pernambuco. O conjunto de ilhéus fica situado na parte central do oceano Atlântico equatorial, distando 627 km do arquipélago de Fernando de Noronha, 986 km do ponto mais próximo do continente sul-americano e 987 km a partir de Natal, no estado do Rio Grande do Norte. Apesar de pertencer ao estado de Pernambuco, é mais próximo do estado do Rio Grande do Norte. Constitui um dos locais mais orientais do território brasileiro, apenas um pouco a oeste do arquipélago de Trindade e Martim Vaz.
Em 1998, foi inaugurada a estação científica na ilha Belmonte, dando início ao Programa Arquipélago de São Pedro e São Paulo (Proarquipélago) sob administração da Secretaria da Comissão Interministerial para os Recursos do Mar (SECIRM). A presença permanente de cientistas na estação científica é necessária para provar a habitabilidade no arquipélago, que é fundamental para obter o seu reconhecimento internacional como território brasileiro. Desde 2004 o mar ao redor das ilhas faz parte da zona econômica exclusiva do Brasil. Eventualmente radioamadores expedicionários apoiados pelas forças armadas efetuam contatos internacionais via rádio HF e satélite, reforçando a presença brasileira na região.
O conjunto de ilhéus era chamado popularmente de "Penedo de São Pedro e São Paulo" ou "Rochedo de São Pedro e São Paulo". Porém, hoje em dia é chamado oficialmente de "Arquipélago de São Pedro e São Paulo". A rocha exposta é peridotito e peridotito serpentinizado, provavelmente originada de uma característica geológica do fundo do mar que forma uma longa cordilheira perpendicular a uma dorsal oceânica, sendo a única exposição mundial do manto abissal acima do nível do mar. O arquipélago está no processo ativo de ascensão com taxa anual de soerguimento de 1,5 mm.

## História

Rota de Darwin

As rochas foram descobertas acidentalmente por navegadores portugueses, quando a armada sob o comando do capitão-mor D. Garcia de Noronha, com destino à Índia, e composta por seis caravelas, aí registou em 20 de abril de 1511 o seu primeiro naufrágio (de acordo com o Livro das Armadas). Apenas duas das suas embarcações chegariam ao destino. Navegando em mar aberto, em noite fechada, ouviu-se de súbito o rugir das ondas, e antes que fosse possível qualquer providência, a "São Pedro", sob o comando do capitão Manuel de Castro Alcoforado, encontrava-se encalhada sobre um dos rochedos, com os fundos abertos. A tripulação foi resgatada por outra caravela da mesma esquadra, a "São Paulo", tendo o episódio dado o nome aos rochedos. Figuram pela primeira vez em um mapa espanhol de 1513, de autoria do navegador Juan da Nova Castello e, posteriormente, em 1529, em outro, do navegador português Diego Ribero.
O primeiro desembarque registrado nos rochedos foi o do francês Bouvet du Losier (1738), seguido pelo do norte-americano Amasa Delano, no comando do Perseverance (1803) e pelo britânico George Criton, a bordo do HMS Rhin (1806). O seu mais famoso visitante, porém, foi Charles Darwin, que ali desembarcou na manhã de 16 de fevereiro de 1832, na primeira parte de sua viagem ao redor do mundo, a bordo do "HMS Beagle".
As primeiras fotografias dos rochedos foram feitas pela equipe do Scotia, no caminho que seguiram até à Antártida em 1902. Pouco mais tarde, em 1911, a tripulação do Deutschland iniciou um estudo dos mesmos. Por eles também passou o irlandês Ernest Henry Shackleton (1874-1922), a bordo do "Quest", em 1921 (expedição "Shackleton-Rowett 1921-1922").

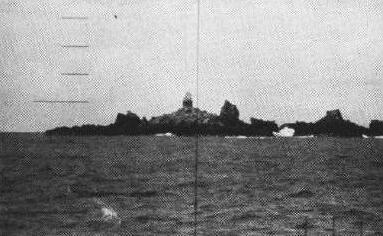
Arquipélago visto pelo periscópio do submarino nuclear estadunidense USS Triton (1960)

Outros visitantes ilustres foram Gago Coutinho e Sacadura Cabral, que ali amararam com o Lusitânia em 1922, durante a primeira travessia aérea do Atlântico Sul, para reabastecimento com o Cruzador República da Marinha Portuguesa.
Em 1930, o navio Belmonte, da Marinha do Brasil, instalou o primeiro farol, missão que levou um ano para ser concluída. Um sismo destruiria parcialmente esse farol em 1933 e o atual farol foi inaugurado apenas em 1995.
À época da Segunda Guerra Mundial, a área recebeu a visita de embarcações norte-americanas e, na década de 1960 de cientistas estrangeiros. O Brasil só passou a ocupar os rochedos de forma permanente a partir de 1996.
Na noite de 31 de maio para 1 de junho de 2009, um acidente aéreo com o voo Air France 447, que saiu do Rio de Janeiro rumo a Paris, ocorreu nas proximidades do arquipélago. O acidente causou a morte das 228 pessoas que estavam a bordo do avião.

## Geografia

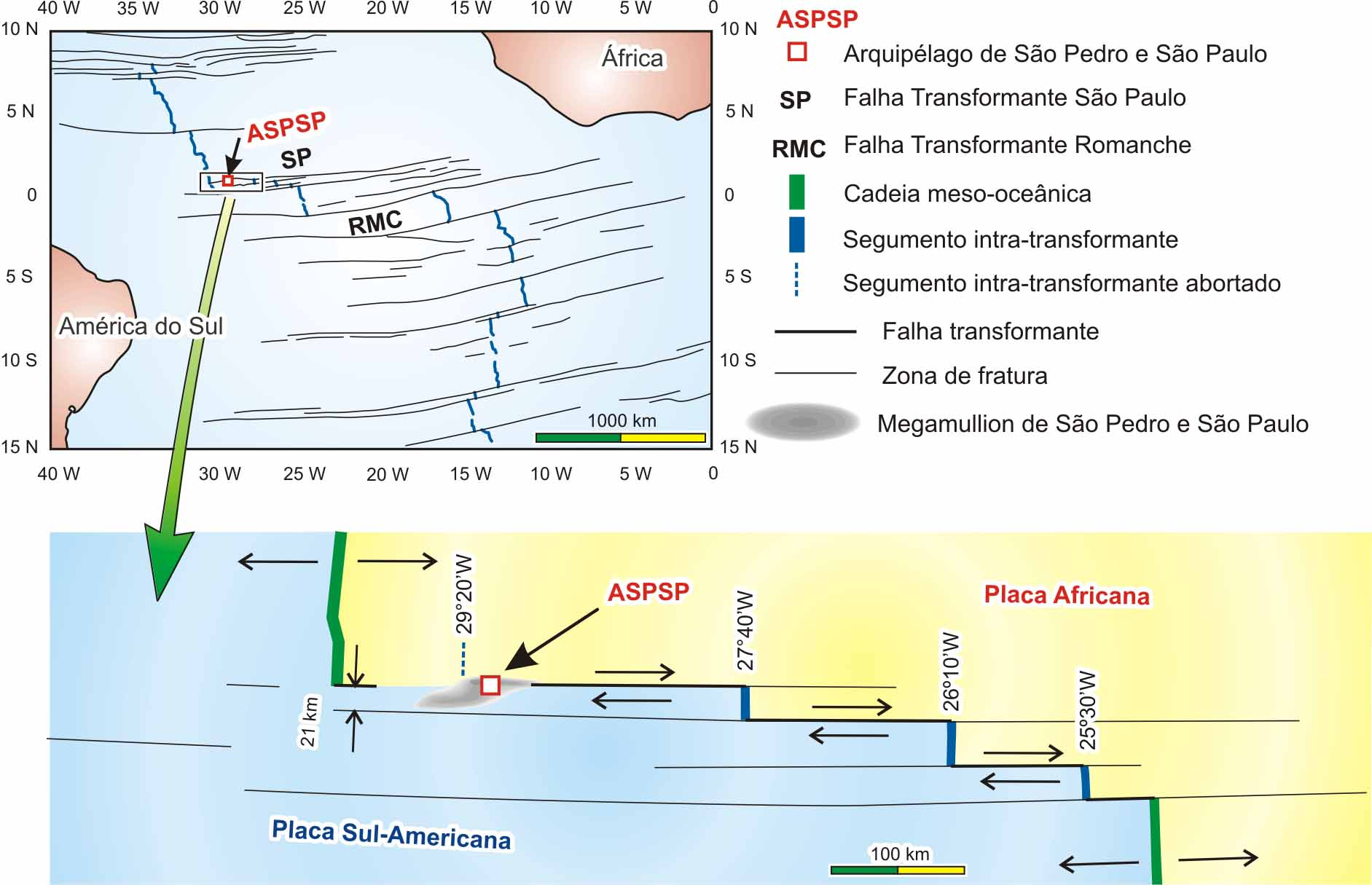
Mapa de localização e posicionamento geotectônico do Arquipélago, no Atlântico central, segundo Sichel et al. (2008)

O Arquipélago de São Pedro e São Paulo está localizado na região equatorial do Oceano Atlântico, N00º55.1’, W29º20.7’, aproximadamente a 1 010 quilômetros ao ENE da cidade de Natal, no estado do Rio Grande do Norte (RN). Fora do Brasil, as zonas habitadas mais próximas são a Cidade da Praia, Cabo Verde, donde dista cerca de 1 660 km e, Bissau, Guiné-Bissau, donde dista cerca de 1 870 km. Isto faz com que estas ilhas constituam o ponto da América do Sul mais próximo à África. A área total emersa é de aproximadamente 13 mil m² à altitude máxima de 18 metros. É constituído por cinco ilhas maiores e numerosos rochedos, sendo um dos lugares mais inóspitos do país:
- Ilha Belmonte (Sudoeste): 5380 m²
- Ilha Challenger (São Paulo, Sudeste): 3000 m²
- Ilha Nordeste (São Pedro): 1440 m²
- Ilhota Cabral (Noroeste): 1170 m²
- Ilhota Sul (South): 943 m²

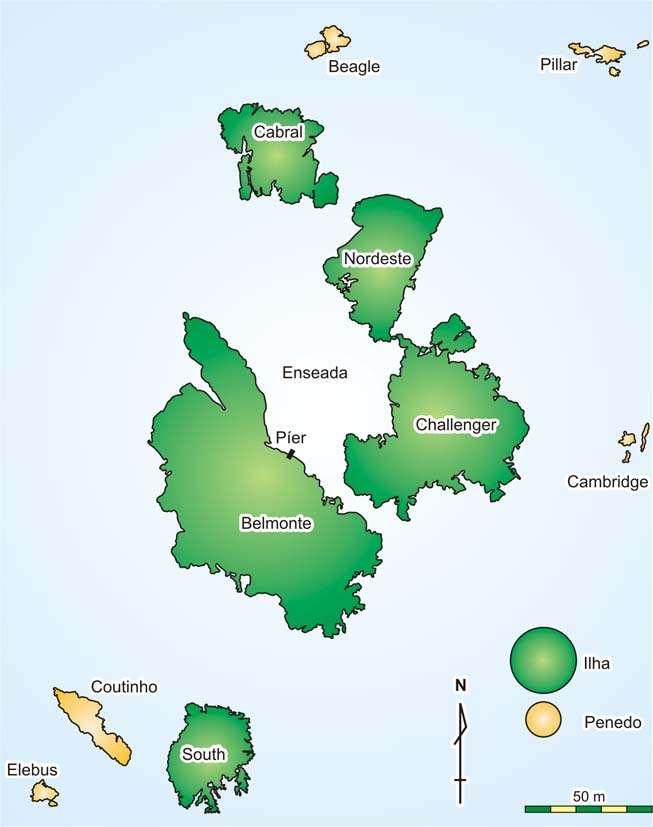
Ilhas do Arquipélago de São Pedro e São Paulo, segundo Motoki et al. (2008)

Nenhum dos rochedos dispõe de água potável. Apenas a maior ilha possui vegetação, rasteira e rala. Essa vegetação, no entanto, não é natural do arquipélago, sendo suas sementes transportadas do continente inseridas em terra utilizada para preparação de cimento e concreto na construção e manutenção da estação científica e do farol, por exemplo. Os penedos servem de abrigo a diversas espécies de aves marinhas (Anous minutus, Anous stolidus e Sula leucogaster, por exemplo), que os cobrem com seus excrementos, formando o guano, um tipo de adubo orgânico natural. Outras espécies que podem ser relacionadas são os caranguejos (como o Grapsus grapsus) e diversos tipos de insetos e aranhas. Trata-se de uma das ilhas que se situa sobre a cordilheira submarina Dorsal Mesoatlântica.

### Clima
Por situar-se em região próxima à Linha do Equador, São Pedro e São Paulo possui um clima quente o ano todo. O Padrão de chuvas é determinado pelo deslocamento da Zona de Convergência Intertropical.
A temperatura na Ilha Belmonte tende a variar até 2,5 °C, considerada grande, essa variação ocorre devido ao aquecimento e resfriamento rápidos da superfície rochosa das ilhas.
O clima na região do arquipélago é observado pelo Instituto Nacional de Meteorologia (INMET), na Ilha Belmonte e ao longo da linha do equador por bóias instrumentadas.
| Dados climatológicos para São Pedro e São Paulo | Dados climatológicos para São Pedro e São Paulo | Dados climatológicos para São Pedro e São Paulo | Dados climatológicos para São Pedro e São Paulo | Dados climatológicos para São Pedro e São Paulo | Dados climatológicos para São Pedro e São Paulo | Dados climatológicos para São Pedro e São Paulo | Dados climatológicos para São Pedro e São Paulo | Dados climatológicos para São Pedro e São Paulo | Dados climatológicos para São Pedro e São Paulo | Dados climatológicos para São Pedro e São Paulo | Dados climatológicos para São Pedro e São Paulo | Dados climatológicos para São Pedro e São Paulo | Dados climatológicos para São Pedro e São Paulo |
| Mês                                             | Jan                                             | Fev                                             | Mar                                             | Abr                                             | Mai                                             | Jun                                             | Jul                                             | Ago                                             | Set                                             | Out                                             | Nov                                             | Dez                                             | Ano                                             |
| ----------------------------------------------- | ----------------------------------------------- | ----------------------------------------------- | ----------------------------------------------- | ----------------------------------------------- | ----------------------------------------------- | ----------------------------------------------- | ----------------------------------------------- | ----------------------------------------------- | ----------------------------------------------- | ----------------------------------------------- | ----------------------------------------------- | ----------------------------------------------- | ----------------------------------------------- |
| Temperatura média compensada (°C)               | 26,8                                            | 26,7                                            | 26,9                                            | 27,0                                            | 27,3                                            | 27,2                                            | 27,1                                            | 26,6                                            | 26,5                                            | 26,4                                            | 26,7                                            | 26,8                                            | 26,8                                            |
| Precipitação (mm)                               | 175                                             | 205                                             | 300                                             | 370                                             | 185                                             | 90                                              | 80                                              | 20                                              | 10                                              | 15                                              | 5                                               | 55                                              | 1 510                                           |
| Fonte: INMET/PIRATA/Marinha do Brasil.          |                                                 |                                                 |                                                 |                                                 |                                                 |                                                 |                                                 |                                                 |                                                 |                                                 |                                                 |                                                 |                                                 |

## Programa Arquipélago
Embora inóspito para a vida humana, o recente interesse pelo arquipélago decorreu da assinatura, pelo Brasil, da Convenção das Nações Unidas sobre o Direito do Mar (CNUDM), que no item 3 do artigo 121, reza: "Os rochedos que, por si próprios, não se prestam à habitação humana ou à vida econômica não devem ter Zona Econômica Exclusiva (ZEE) nem plataforma continental."
Embora o arquipélago sempre tenha sido objeto de pesquisas, visando determinar os seus recursos pesqueiros, assim como os parâmetros físico-químicos e biológicos das suas águas, bem como para coleta de dados meteorológicos, em 1995 a Marinha do Brasil iniciou ali a construção de um novo farol, visando reduzir a incidência de naufrágios naquelas águas, decorrentes da pouca visibilidade dos rochedos, que apresentam a altitude máxima de 18 metros, permanentemente batidos pelas ondas.

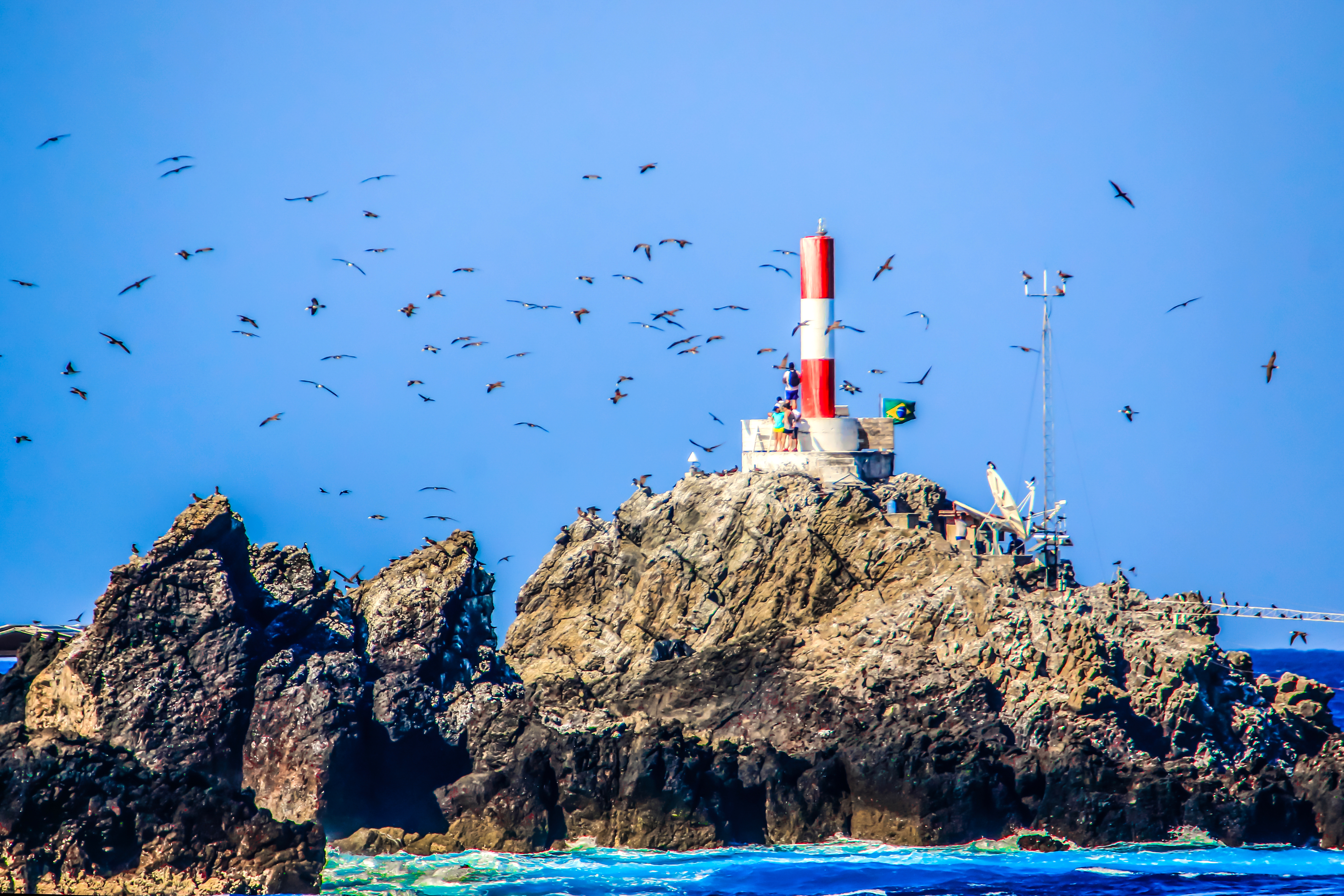
Estação científica e farol da Marinha do Brasil

O primitivo farol havia sido iniciado na ilhota Belmonte em 1930, pela tripulação do Belmonte, sob o comando do capitão-de-fragata Álvaro Nogueira da Gama. O trabalho fora interrompido pela eclosão da Revolução de 1930, apenas sendo concluído em 1931, para ser destruído, provavelmente por um tremor tectônico, em 1933, sendo na sequência abandonado. O atual farol localiza-se na Rocha Sudoeste. É automático, construído com fibra de vidro, e tem secção circular de um metro de diâmetro e seis metros de altura.
Na ocasião, foram também iniciados estudos para a construção de uma edificação que servisse de base a um grupo de pesquisa que se envolveria com a pesquisa oceanográfica e do meio ambiente dos rochedos, instituindo-se o chamado "Programa Arquipélago".
Com o apoio da Marinha do Brasil foram realizadas quatro viagens ao Arquipélago, procedendo-se o estudo de aspectos físico-ambientais, topográficos, de comportamento das aves, e outros, tendo como resultado a implantação da "Estação Científica do Arquipélago de São Pedro e São Paulo" (ECASPSP), inaugurada em 1998.
Ali, numa edificação de madeira de 45 metros quadrados, equipes de quatro cientistas e pesquisadores revezam-se a cada 15 dias, com o apoio da Marinha do Brasil. As instalações compõem-se de uma cozinha, uma sala de refeições, centro de comunicações, quarto para quatro pessoas, quarto de banho e varanda. O telhado conta com painéis fotovoltaicos para geração de energia elétrica. A uma pequena distância ergue-se um abrigo para os geradores e baterias, um equipamento de dessalinização da água do mar e outro abrigo para cilindros de oxigênio e de gás. Uma passarela liga a base ao ponto de embarque, servido por um turco. Entre os equipamentos científicos da base destaca-se um marégrafo.
Nos dias 5 e 6 de junho de 2006, a estação de pesquisas foi parcialmente destruída por forte ressaca. Porém, foi retomada imediatamente a reconstrução da estação, com base na nova estrutura.

## Geologia

### Morfologia submarina

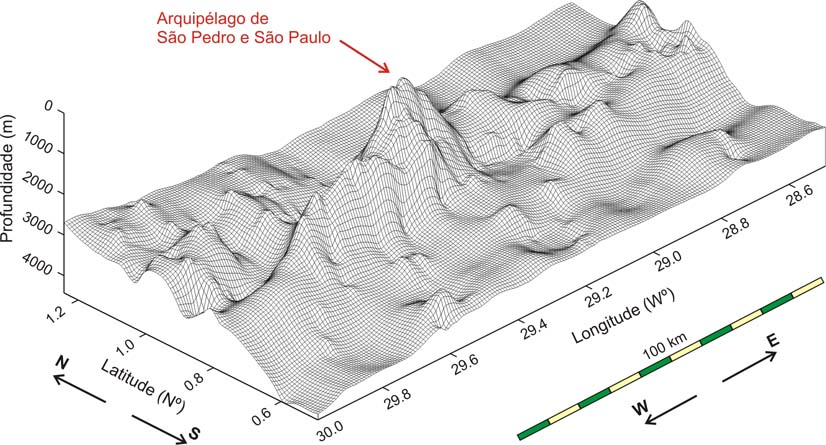
Morfologia submarina em torno do Arquipélago de São Pedro e São Paulo, cf. Motoki et al. (2008)

O Arquipélago de São Pedro e São Paulo situa-se na zona de expansão entre a Placa Sul-Americana e a Placa Africana. O sistema da falha transformante de São Paulo (Saint Paul Transform Fault System) é uma das maiores falhas transformantes do Oceano Atlântico, em que ocorre em total 630 km de descontinuidade dos segmentos da cadeia meso-oceânica. Esta é uma das regiões mais profundas do Oceano Atlântico e algumas localidades têm mais de 5 000 metros de profundidade. A morfologia abissal apresenta que o Arquipélago situa-se no topo de uma elevação morfológica submarina, com comprimento de 100 km, largura de 20 km e altura aproximada de 3 800 metros a partir do fundo do oceano, denominada Cadeia Peridotítica de São Pedro e São Paulo. Sendo diferentes de vulcões submarinos, esta saliência é constituída por duas elevações tabulares orientadas segundo leste-oeste, apresentando uma forma similar a Brachiosaurus cuja cabeça é direcionada a leste. Nos flancos do Arquipélago, a partir do nível do mar até 1 000 metros de profundidade, ocorrem taludes de alto ângulo, em torno de 50º de inclinação. Não se observa uma plataforma submarina extensa de pequena profundidade em torno do Arquipélago. Ao sul do Arquipélago existe uma escarpa vertical com altura maior do que 2 000 metros. Essas morfologias submarinas instáveis sugerem que o soerguimento do Arquipélago foi originado de um tectonismo recente, o que está em continuação até o presente.

### Morfologia das ilhas

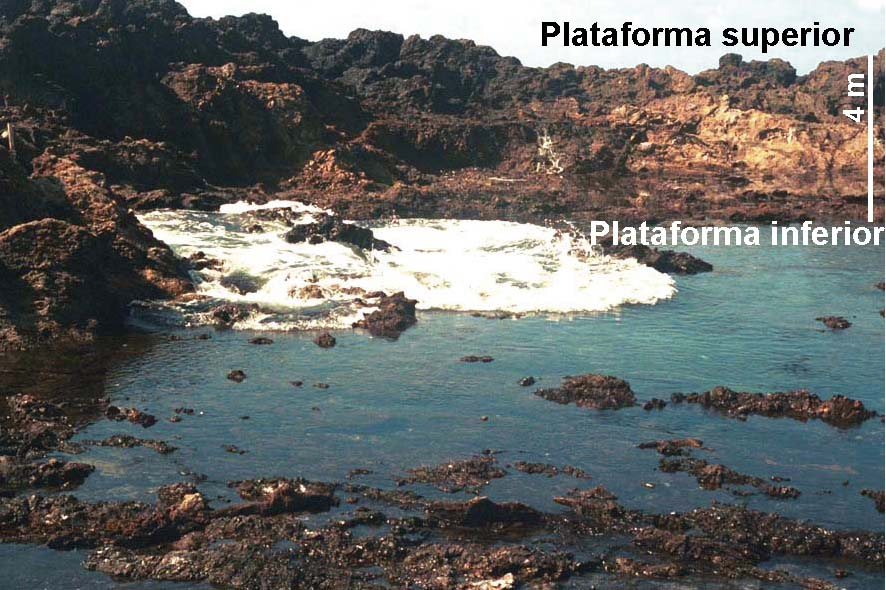
Duas plataformas de abrasão marinha observadas na Ilha Belmonte, conforme Motoki et al. (2008)

O mapa de seppômen das três maiores ilhas do Arquipélago de São Pedro e São Paulo - Belmonte, Challenger e Nordeste - mostra a existência de plataforma de abrasão marinha, com altitude de 6 a 9 m. Considerando a plataforma como do Flandriano, há cerca de 6 000 anos, calcula-se a taxa de soerguimento atual de 1,5 mm por ano. As datações carbono 14 para os fósseis de coral condizem com esta estimativa (Motoki et al., 2009).

### Rocha ultramáfica serpentinizada

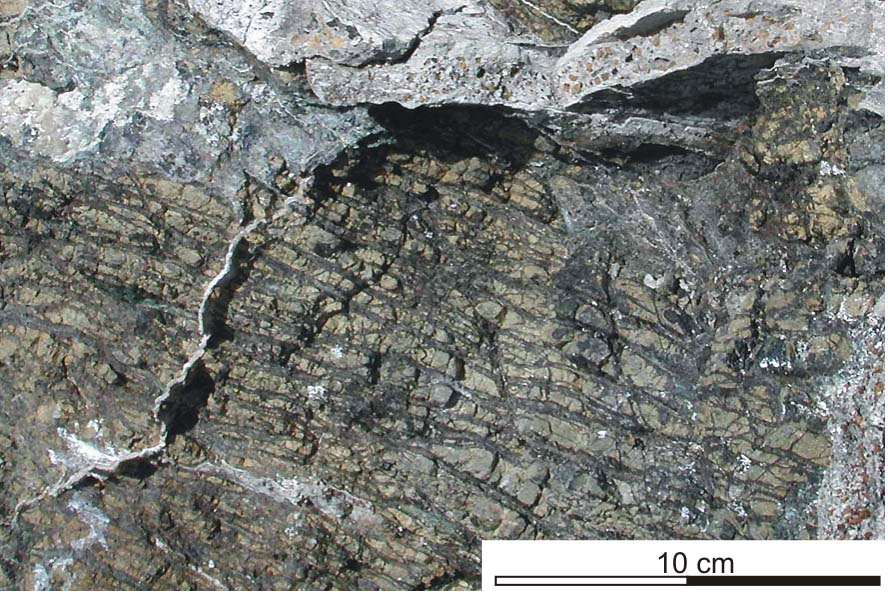
Peridotito serpentinizado altamente fraturado da Ilha Belmonte, segundo Sichel et al. (2008a)

A rocha constituinte do Arquipélago de São Pedro e São Paulo não é basalto, mas um peridotito serpentinizado, caracterizando-se como uma rocha ultramáfica. Havia a interpretação de que esta rocha seria originada de magma de alta temperatura derivado do manto, constituindo um corpo intrusivo. Contudo, pesquisas recentes demonstraram que esta rocha ultramáfica não é de origem magmática crustal, mas a rocha do manto, de composição peridotíca, exposta diretamente na superfície da Terra sem cobertura da crosta oceânica (Wiseman, 1966; Hekinian et al., 2000; Campos et al, 2003; Sichel et al., 2008). O Arquipélago de São Pedro e São Paulo corresponde à única localidade do Oceano Atlântico em que o manto abissal está exposto acima do nível do mar.

### Soerguimento por tectonismo ativo
Os artigos científicos revelam que as rochas ultramáficas do manto abissal expostas no Arquipélago de São Pedro e São Paulo (ASPSP) são, provavelmente, originadas a partir de megamullion. Entretanto, comparando-se com outros magamullions existentes no oceano Atlântico, a cadeia peridotítica de São Pedro e São Paulo é demasiado grande. Este fato é devido ao soerguimento tectônico ativo que ocorre há 10 milhões de anos. A velocidade de soerguimento atual acima citada é 1,5 mm por ano, sendo que, esta velocidade é muito rápido como um movimento tectônico. O movimento tectônico é causada pela compressão do segmento norte Dorsal Oceânica em cima da transformante de São Paulo, que induziu a migração e segmentação  da referida falha transformante, gerando "restraining stepovers". Concomitantemente, houve uma movimentação anti-horária e sinistral das placas tectônicas que estão separadas pela dorsal atlântica (placas Sul-americana e Africana). Essa movimentação gerou as montanhas transversais que se encontram dentro da Transformante de São Paulo, e que foram soerguidas por transpressão, gerando o arquipélago de São Pedro e São Paulo e as outras montanhas submarinas que existem dentro da referida transformante. Essa migração do ramo norte da Dorsal Atlântica, vizinha ao ASPSP, por sobre a Transformante de São Paulo foi devido a um aumento  do magma proveniente da anomalia geotérmica de Serra Leoa. O soerguimento contínuo do ASPSP, que se iniciou, como já foi dito, a cerca de 10 milhões de anos é devido aos esforços compressivos associados a natureza do Manto na região e não devido a modificação do regime de "stress".

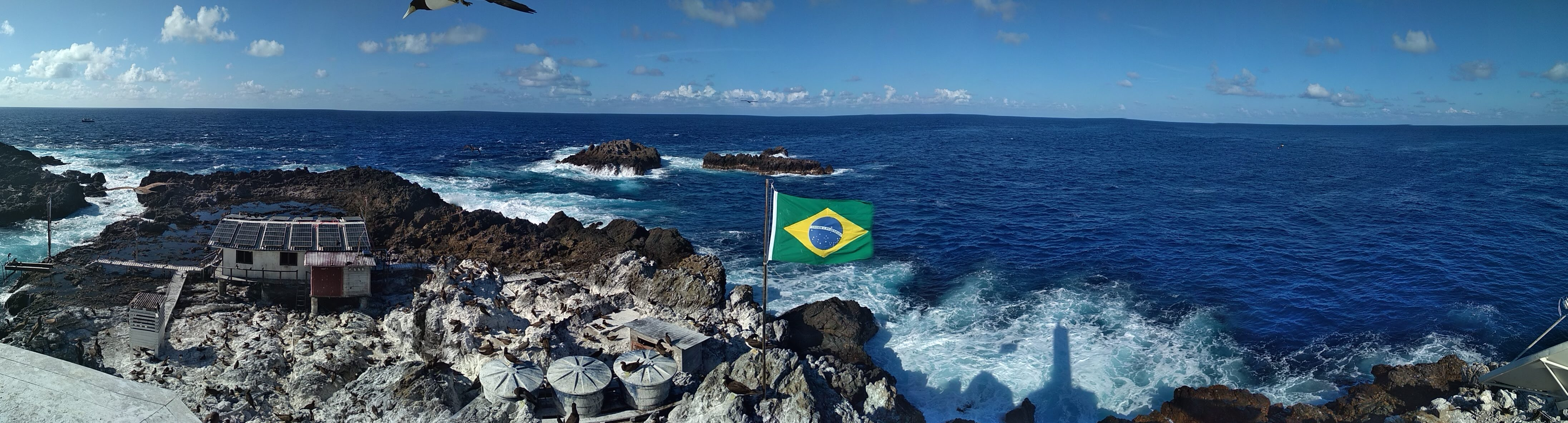
Vista panorâmica de parte do arquipélago